# ديرت (أسطورة)
دیرت (بالإنجليزية: Deert)‏ إله القمر في أساطير استراليا. عاقب الحيوانات بالموت. ودیرت وحده هو القادر على أن يموت ويحيا من جديد.